# Newe Ami’el
Newe Ami’el – wieś młodzieżowa położona w moszawie Sede Ja’akow na północy Izraela. Jest to instytucja oświatowa o charakterze edukacyjnym, terapeutycznym i religijnym, prowadzono przez Ministerstwo Edukacji.

## Położenie
młodzieżowa Newe Ami’el znajduje się w północno-zachodniej części moszawu Sede Ja’akow, położonego na zachodnim skraju Doliny Jezreel w Dolnej Galilei, na północy Izraela. Na zachód od osady wznoszą się wzgórza oddzielające Dolinę Jezreel od Emek Zewulun i Zatoki Hajfy. Z tych wzgórz spływa przepływający na północ od moszawu strumień Tiwon. Łączy się on z przepływającym na wschodzie strumieniem Betlejem, który wpada na południu do rzeki Kiszon. Wieś wraz z moszawem należy do Samorządu Regionu Emek Jizre’el, w Poddystrykcie Jezreel, w Dystrykcie Północnym Izraela.

## Historia
Tutejszy moszaw Sede Ja’akow został utworzony w 1927 roku. Gdy po II wojnie światowej do Brytyjskiego Mandatu Palestyny zaczęli napływać Żydzi ocaleni z Holocaustu, pojawił się problem braku instytucji oświatowych. Z tego powodu, w 1947 roku przy moszawie Sede Ja’akow utworzono szkołę rolniczą z internatem. Umożliwiło to przyjęcie młodych imigrantów, którzy bardzo często byli sierotami. Szkoła z czasem rozrosła się do wielkości wioski młodzieżowej, która wyspecjalizowała się w różnych metodach terapii młodych osób z zaburzeniami społecznymi. Została nazwana na cześć rabina M.A. Amiela (1883–1945), który był jednym z przywódców syjonizmu religijnego.

## Informacje ogólne
Newe Ami’el jest całorocznym ośrodkiem działającym na rzecz młodzieży zagrożonej, bardzo często pochodzącej z rozbitych rodzin lub patologicznych środowisk. Celem działalności jest edukacja, terapia oraz przekazanie tradycyjnych wartości religijnych judaizmu. Działa tutaj ruch religijny Bene Akiwa. Kształcenie zawodowe umożliwia zdobycie praktycznych zawodów oraz zdanie egzaminu maturalnego. Po przejściu egzaminów szkoła umożliwia rekrutację do Sił Obronnych Izraela, w których można znaleźć stałe zatrudnienie. Szkoła stara się dopasować indywidualny program terapeutyczny dla każdego dziecka. Poza tradycyjnymi internatami znajduje się tu także dom dziecka dla sierot i dzieci porzuconych przez swoje rodziny.
Wieś posiada pełne zaplecze sportowe z boiskami, siłowniami i basenem pływackim. Są tu także pracownie komputerowe, artystyczne i teatralne. Profesjonalny klub rowerowy umożliwia odbywanie wycieczek po całej okolicy. Jest tu także mini ogród zoologiczny oraz stajnia z koniami, umożliwiająca zajęcia hipoterapii.